# Nowa
Nowa (ukrainisch Нова; russisch Новая Nowaja) ist ein Dorf im Südosten der ukrainischen Oblast Tschernihiw mit etwa 10 Einwohnern.
Das erstmals am Anfang des 19. Jahrhunderts erwähnte Dorf liegt 16 Kilometer westlich vom ehemaligen Rajonzentrum Talalajiwka und etwa 135 Kilometer südöstlich vom Oblastzentrum Tschernihiw.
Am 12. Juni 2020 wurde das Dorf ein Teil der Siedlungsgemeinde Talalajiwka, bis dahin war es ein Teil der Landratsgemeinde Ukrajinske (Українська сільська рада/Ukrajinska silska rada) im Westen des Rajons Talalajiwka.
Am 17. Juli 2020 kam es im Zuge einer großen Rajonsreform zum Anschluss des Rajonsgebietes an den Rajon Pryluky.